# 바벤코-베크너 부등식
수학에서, 바벤코-베크너 부등식 (K.Ivan Babenko 및 William E.Beckner의 이름을 따서 지어짐)은 하우스도르프-영 부등식의 더 정확한 형태 중 하나이다.

## 개념
n차원 푸리에 변환의 (q, p norm)은 다음과 같이 정의된다.
{\displaystyle \|{\mathcal {F}}\|_{q,p}=\sup _{f\in L^{p}(\mathbb {R} ^{n})}{\frac {\|{\mathcal {F}}f\|_{q}}{\|f\|_{p}}},{\text{ where }}1<p\leq 2,{\text{ and }}{\frac {1}{p}}+{\frac {1}{q}}=1.}
1961년, Babenko는 이 norm의 값을 q가 짝수일 때에 한정하여 구하였고. 1975년에, Beckner는 에르미트 함수가 푸리에 변환의 고유벡터라는 것을 이용하여 이 norm의 값을 2보다 작지 않은 모든 실수 q에 대하여 정확하게 구하였다. 해당 값은 다음과 같다:
{\displaystyle \|{\mathcal {F}}\|_{q,p}=\left(p^{1/p}/q^{1/q}\right)^{n/2}.}
엄밀히 말하자면, 이 부등식은, 사용되는 푸리에 변환의 정의가, 1차원에서는 아래와 같이 정의되고 n차원에서는 seperable kernel n개를 곱한 것을 kernel로 하는 방식으로 정의되어야만 성립한다.
{\displaystyle g(y)\approx \int _{\mathbb {R} }e^{-2\pi ixy}f(x)\,dx{\text{ and }}f(x)\approx \int _{\mathbb {R} }e^{2\pi ixy}g(y)\,dy,}
then we have
{\displaystyle \left(\int _{\mathbb {R} }|g(y)|^{q}\,dy\right)^{1/q}\leq \left(p^{1/p}/q^{1/q}\right)^{1/2}\left(\int _{\mathbb {R} }|f(x)|^{p}\,dx\right)^{1/p}}